# 石马岙社区
石马岙社区是位于浙江省岱山县高亭镇辖下的一个渔农村新型社区，其区域范围与石马岙村一致，社区管理委员会和村民委员会合一。人口约5000余。

## 名称来源
石马岙社区之名源自境内“石马庙”。在1992年浙江省撤区扩镇并乡以前，这里也是原岱中乡政府驻地。2005年舟山市进行村庄合并，并设立渔农村新型社区后，原石马岙村与蟹钳岙村、刘家岙村、陈家间村合并，设立新的石马岙村，并单建石马岙社区。

## 地理
石马岙社区位于岱山岛中部，为岛内重要的交通结点。县城高亭通往西部各镇的道路，于本村境内分岔，东北往岱东镇，西北往东沙镇，以西往岱山机场并通往岱西镇。村境东北部，与岱东镇虎斗村交界的石马岙岭，为岱山岛内最为著名的长陡坡。

## 人口
石马岙社区总人口约5000余。主要为农业人口。

## 石马岙烈士陵园
位于石马岙境内的烈士陵园为岱山县最大的烈士墓地，2009年3月改建完成后面积增加到约4000平方米。陵园从1951年起使用，主要安葬守卫和建设岱山岛而牺牲的的烈士。陵园在1994年6月被舟山市人民政府命名为首批市级爱国主义教育基地。